# 126 Madison Avenue
Le 126 Madison Avenue est un gratte-ciel résidentiel achevée à New York aux États-Unis. Il s'élèvera à 245 mètres. Son achèvement est prévu pour 2021, c'est en 2022 que le bâtiment est rendu accessible. 